# Церква святих верховних апостолів Петра і Павла (Ставки)
Церква святих верховних апостолів Петра і Павла в Ставках — парафія і храм греко-католицької громади Заліщицького деканату Бучацької єпархії Української греко-католицької церкви в селі Ставках Заліщицької громади Чортківського району Тернопільської области України.

## Історія церкви
Будівництво храму в селі розпочалося у 1989 році й завершилося у 1991 році. До цього часу село Ставки належало до Угриньківської парафії. Храм освятив о. Василь Мотуляк з Івано-Франківщини. Його збудували за кошти парафіян, селянської спілки «Україна» та пожертви жителів сусідніх сіл.
Ківот та іконостас виготовили майстри з села Свидова, а розпис храму виконав художник із Устечка.
При парафії діють братства «Апостольство молитви» та «Пресвятого Серця Христового». На території парафії також є фігури Матері Божої (1901) і Святого Миколая.

## Парохи
- о. Василь Мотуляк (1989—1992),
- о. Ігор Леськів (1992—2003),
- о. Петро Майка (2003—2007),
- о. Василь Стасів (2007—2012),
- о. Андрій Прокопів (з 2012).
- о. Василь Пасовистий.
- о. Дмитро Марущак.
- о. Володимир Дрозда.
- о. Іван Касюк ( з 01.08.2023 - )